# 小行星6498
小行星6498（英語：6498 Ko）是一颗围绕太阳公转的小行星。1992年10月26日，圓舘金、渡邊和郎在北见发现了此天体。
这颗小行星的绝对星等为156.15472等。